# Mola alexandrini
Короткая луна-рыба (Mola alexandrini), — рыба из семейства Molidae. Она тесно связана со своим сородичем, более известной обыкновенной луной-рыбой и встречается в Южном полушарии. Иногда её можно встретить греющейся на боку у поверхности, что, как считается, используется для разогрева после погружения в холодную воду за добычей, пополнения запасов кислорода и привлечения чаек, собирающих паразитов.

## Таксономия
В декабре 2017 года было продемонстрировано, что Mola alexandrini может быть старшим синонимом Mola ramsayi (Ranzani 1839) как на основании исторических, так и недавно опубликованных морфологических данных. В июле 2020 года, основываясь на этих научных данных, личиночные формы этих видов были впервые обнаружены и подтверждены анализом ДНК группами ученых Австралии и Новой Зеландии.

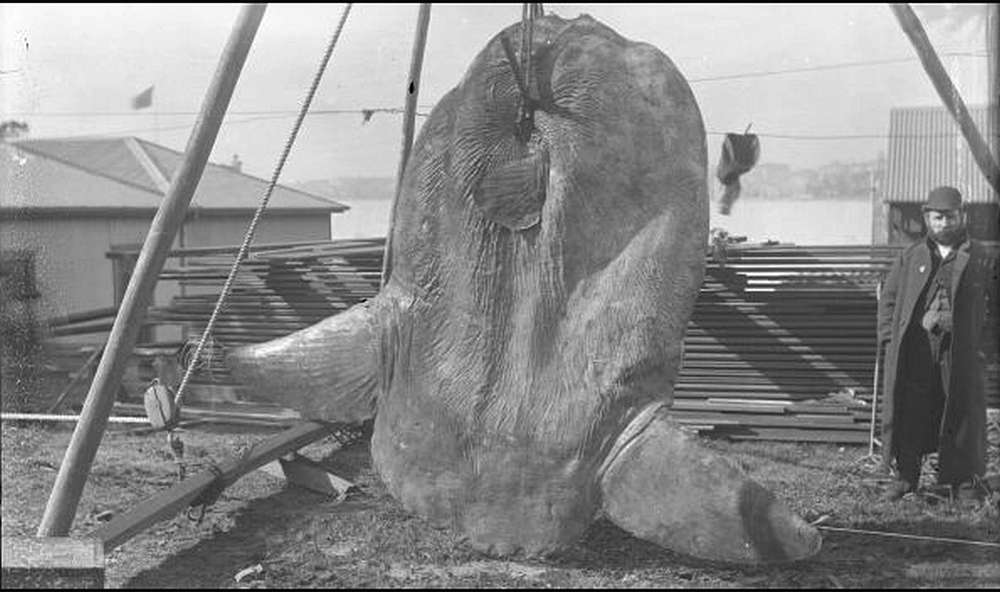
Огромная шишкоголовая мола поймана в гавани Дарлинг

Род Mola в настоящее время насчитывает три вида: Mola mola, Mola alexandrini, Mola tecta. Mola alexandrini, также известная как южная рыба-луна, обычно встречается в эпипелагической зоне океана, которая является частью океана, куда проникает достаточно света для фотосинтеза, хотя недавние исследования также предполагают, что она чаще встречается в глубоких водах, чем считалось ранее.

## Описание

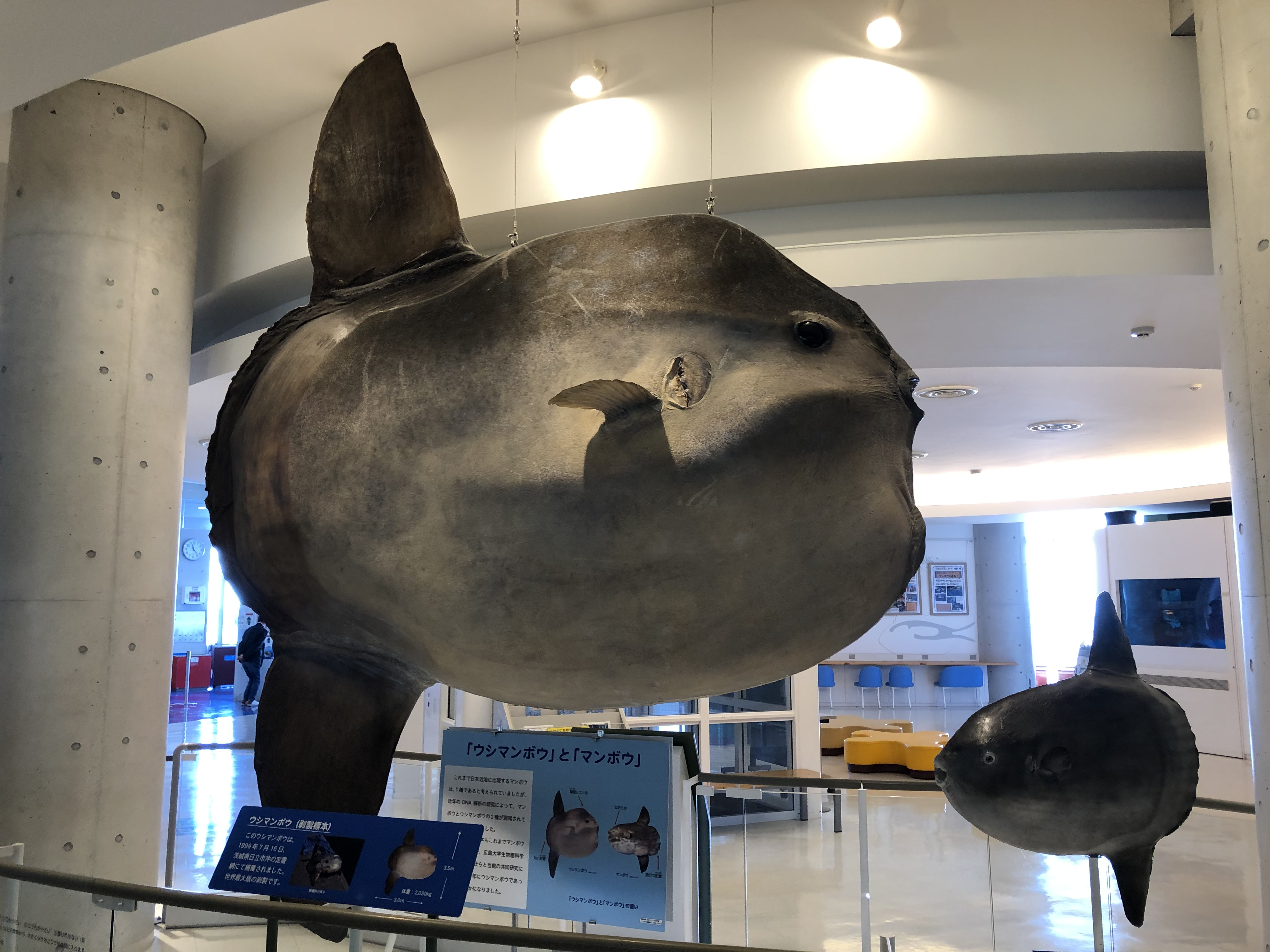
Таксидермия общей длиной 3 m и высотой 3.5 m в аквапарке

У Mola alexandrini относительно небольшой рот, а зубы срослись в клюв, похожий на клюв попугаеобразных. Может достигать 3,3 м (11 фута) в длину и 2700 килограммов (6000 фунтов) по массе, что делает её самой тяжелой костной рыбой. Их тела плоские и круглые, с большими плавниками, которыми они двигают вперед и назад, чтобы перемещаться горизонтально. Их кожа имеет грубые зубчики, кожистую текстуру, коричневую и серую окраску с бледными пятнами до самой смерти, когда они становятся белыми. Тело этого вида имеет толстый белый подкожный студенистый слой, гладкий на ощупь, со сжатым с боков телом, покрытым мелкой прямоугольной чешуей. У обоих видов mola нет хвостовых костей, ребер и брюшных плавников, а позвонки срослись, оставляя для движения только срединные плавники. Mola alexandrini можно отличить от Mola mola по меньшему количеству слуховых косточек и отсутствию вертикальной полосы зубцов у основания. У Мола нижняя челюсть монолитная, а верхняя слегка раздвоена.. На голове также присутствуют боковые линии с небольшими белыми округлыми отокониями. По бокам рыбы имеются небольшие жаберные отверстия, прикрытые мягкой жаберной перепонкой, и жаберные тычинки, покрытые подкожным студенистым слоем. У этих видов все плавники бесхребетные и треугольные, а грудные плавники маленькие и округлые, расположены посередине и входят в неглубокие бороздки по бокам тела. Спинные плавники расположены по обеим сторонам анального плавника.
M. alexandrini можно отличить по уникальным характеристикам выпуклости на голове, выпуклости на подбородке, прямоугольной чешуе тела и закругленной булавке. Хотя взрослые рыбы-луны в целом выглядят одинаково, их можно отличить по семи характеристикам: количеству лучей булавовидного плавника, количеству булавовидных косточек, форме края булавы, наличию выступа на голове, соотношению длины тела к высоте тела, форме чешуя тела, и наличие выпуклости на подбородке.
Наряду с этими видами внешних различий между полами нет, однако форма гонад у самцов и самок различается: самки имеют один шаровидный яичник, а самцы — пару удлиненных стержневидных семенников.
В целом, максимальный зарегистрированный вес M. alexandrini составляет 2744 кг для экземпляра общей длиной 325 см, пойманного у побережья острова Фаял, Азорские острова, Португалия, в конце 2022 г. Благодаря этим рекордам этот экземпляр в настоящее время считается самым тяжелым экземпляром костной рыбы в мире. Он почти на полтонны (444 кг) превышает самый крупный ранее известный экземпляр (2300 кг), пойманный у берегов Камогавы, Япония, в 1996 г.

## Ареал
Mola alexandrini обнаружена по всему земному шару и широко распространена в Мировом океане, за исключением двух полярных регионов; Арктики и Антарктики. Экземпляры были выловлены в водах Японии, Тайваня, Галапагосских островов, Новой Зеландии, Австралии, Турции, Омана и Испании. Рыбу можно найти в юго-западной части Тихого океана, особенно вокруг Австралии и Новой Зеландии, и в юго-восточной части Тихого океана вокруг Чили. Ареал также простирается до юго-восточной Атлантики недалеко от Южной Африки. В разные сезоны на тихоокеанской стороне Японии M. alexandrini перемещается на север летом и на юг зимой. Сезонная миграция обусловлена температурами и продуктивными фронтальными зонами.

## Среда обитания
Хотя представители рода Mola встречаются во многих океанах по всему миру, этот вид лучше всего процветает в открытом океане тропических и умеренных морей, предпочитая более высокие температуры от 16,8 ° C до 25,6 ° C и в среднем 19,9 ° C . Многие появления этих рыб связаны с влиянием океанских течений. В зависимости от окружающей среды рыбы-луны имеют разные модели движения. Ночью эти виды остаются в одних и тех же районах, а днем остаются ниже термоклина. Модели вертикального движения коррелируют с глубиной термоклина и отчетливы различимы с декабря по май.

## Разработка
Со временем, по мере развития этого вида, в организме происходят физические изменения. На голове появляется выпуклось, образующуяся над глазами к передней части основания спинного плавника, и выпуклость на подбородке, развивающуюся из-под нижней челюсти к грудным плавникам. Кроме того, с возрастом развиваются боковые гребни от областей над головой и под глазами до грудных плавников. Характеристики, которые отличают Mola alexandrini от других видов рода Mola, — это косточки клавуса, косточка морды и косточка подбородка, которые развиваются с возрастом. При переходе от икринок к малькам особи могут достигать от 1,42 до 1,84. мм. При 1.42 мм формируется шаровидная форма. Когда они переходят в предювенальную стадию, особи достигают от 5 мм до 59 мм. По мере того, как они продолжают расти, их тело переходит в пропорции взрослых рыб, включая удлиненное тело. Когда эти виды достигают ювенильной стадии, их размеры достигают 305—750 мм общей длины. Утверждается, что во взрослом возрасте экземпляры достигают 4000 мм с хорошо выраженными чертами вместе с пигментацией серого, оливково-серого или черноватого цвета с коричневым оттенком.

## Размножение
Рыба-луна нерестится во внешней циркуляции умеренного пояса Атлантического, Тихого океанов и Средиземного моря. Не существует абсолютного определения того, когда наилучшее время для сезона нереста, но исследования показали, что нерест в осенний и зимний сезоны в сентябре приводит к более крупной рыбе. Оплодотворение происходит, когда сперматозоиды и яйцеклетки выбрасываются в воду. Поскольку рыба-луна настолько велика, одна взрослая самка может произвести 300 миллионов икринок. Неоплодотворенные яйца измерялись на уровне 0,42-0,45. мм в диаметре.

## Продолжительность жизни
Как и у многих других рыб, для икры, личинок, предмальков и мелкой молоди характерна высокая смертность из-за хищников. Было немного сообщений о хищничестве видов Mola, однако хищничество рыб происходит из семейств Scombridae, Carangidae, Coryphaenidae, Xiphiidae и Alepisauridae. Хотя существует не так много исследований продолжительности жизни рыбы-луну, считается, что её требуется около 20 лет, чтобы этот достичь длины 3 м.

## Поведение
Рыбы-луны плавают, двигая спинным и анальным плавниками вперед и назад, причем оба плавника движутся в одном и том же направлении одновременно. Сообщается, что взрослые особи путешествуют в основном парами, а иногда и группами. Миграция из одного места в другое требует высокой выносливости, и было обнаружено, что рыбы-луны обладают высокой термической устойчивостью, претерпевая быстрые и большие перепады температуры, ныряя в океан на несколько сотен метров. Иногда они выходят на мелководье, чтобы оправиться от гипоксии от кормления ниже термоклина. Как и многие другие рыбы, рыбы-луны приспосабливаются к окружающей среде. В дневное время они демонстрируют нахождение на большей глубине, чем в ночное. Ночью рыбы находятся при температуре 18-24°С, а днем рыба перемещаются в другие районы. Вертикальные сдвиги коррелировали с температурными сдвигами. Рыба-луна может погружаться глубже в более прохладные воды, чтобы охладить мышцы или восстановить кислородный баланс.

## Питание
В основном они потребляют медуз с низким содержанием питательных веществ, но в изобилии, а также офиуры, мелких рыб, планктон, водорослей, сальпиды и моллюсков. Рыбы -луны также питаются гребневиками, гидроидными и мелкими ракообразными. Также известно, что рыба-луна подходит к мелководью, чтобы питаться рыбой-чистильщиком и морскими птицами на поверхности. Молодь рыб-лун кормится в прибрежных районах в прибрежной пищевой сети, в то время как более крупные рыбы-луны охотятся глубже. Эти виды являются активными хищниками, охотящимися в динамических фронтальных системах.

## Враги
Враги рыбы-луны включают тигровых акул и косаток, хотя нападения случаются редко. Поедание акулами всех видов рыб-лун носит спорадический характер, что позволяет предположить, что океанские рыбы-луны неприятны для тигровых акул. Тигровые акулы могут преследовать свою добычу и устраивать засады, а также способны прокусить толстую студенистую дерму.

## Экосистемные роли
Роль рыб-лун в морских пищевых цепях неизвестна. Однако, поскольку океанская рыба-луна питается студенистой добычей с универсальной диетой, это говорит о том, что эти виды играют важную роль в прибрежных пищевых сетях. Если солнечная рыба будет изъята в качестве прилова, она может вызвать локальные трофические каскады с ослаблением нисходящего контроля.

## Экономическое значение для человека
Рыба-луна имеет ценность в сфере туризма. Их непредсказуемые появления делают увлекательные туры и рекреационное подводное плавание. В таких местах, как Галапагосские острова и побережье Альборана в Средиземном море, рыба-луна встречается достаточно часто, чтобы включать её наблюдение в программу туров Кроме того, подводное плавание с аквалангом на Бали и островах Нуса-Пенида за последние несколько десятилетий быстро выросло. Только небольшое количество рыбных промыслов нацелено на рыбу-луну, в том числе на Тайване и в Японии. В Индонезии рыбу-луну из сетей обычно выпускают, но её едят местные жители, используют в качестве наживки и лишь в редких случаях она попадает на рыбный рынок.

## Охранный статус
Природоохранный статус M. alexandrini отдельно от M. mola не оценивался. Рыболовы ловят её в качестве прилова. M.mola был включена в список Международного союза охраны природы (МСОП) со статусом «уязвимый» из-за высокого уровня предполагаемого прилова в промысле в Южной Африке, где ежегодный улов оценивается в 340 000 штук. И M. mola, и M. alexandrini были включены в список видов прилова «высокого риска» при промысле у берегов восточной Австралии. Уровни угрозы ниже, чем указано в списке МСОП в рыболовстве Австралии, Новой Зеландии и Южной Африки. В настоящее время правительство Индонезии, Министерство морских дел и рыболовства включили рыбу-луну в план защиты.